# 中央情報總監
美國中央情報總監（Director of Central Intelligence）由美國總統杜魯門設立於1946年1月23日，授命海軍上將席尼·索伊爾出任職掌。中央情報總監協調美國情報體系的情報活動。在2005年4月前，中央情報總監是美國中央情報局的實際領導人，通常亦喚作「中情局局長」。然而2001年9月11日，美國本土遭受恐怖攻擊，隨之而來的《911調查報告》顯示，美國情報體系需要作一大動作的整合，因此在2005年4月21日增設國家情報總監，職權範圍全面涵蓋中央情報總監所負責的部份；就此廢除中央情報總監一職，調降為中情局局長。波特·戈斯是末代（第19任）中央情報總監，也是首任正式編制的中情局局長。

## 歷任總監
| 肖像                         | 姓名                                                                | 任期                               | 時任總統                      |
| ---------------------------- | ------------------------------------------------------------------- | ---------------------------------- | ----------------------------- |
|                              | 席尼·索伊爾 海軍少將 RADM Sidney William Souers (1892-1973)         | 1946年1月23日–1946年6月10日        | 哈里·S·杜鲁门                 |
|                              | 霍伊特·范登堡 空軍中將 LTG Hoyt Sanford Vandenberg (1899-1954)      | 1946年6月10日–1947年5月1日         | 哈里·S·杜鲁门                 |
|                              | 羅斯科·希倫科特 海軍少將 RADM Roscoe Henry Hillenkoeter (1897-1982) | 1947年5月1日–1950年10月7日         | 哈里·S·杜鲁门                 |
|                              | 沃爾特·比德爾·史密斯 陸軍上將 GEN Walter Bedell Smith (1895-1961)   | 1950年10月7日–1953年2月9日         | 哈里·S·杜鲁门                 |
|                              | 艾倫·杜勒斯 Allen Welsh Dulles (1893-1969)                          | 1953年2月9日–1953年2月26日(代理)   | 德怀特·艾森豪威尔 约翰·肯尼迪 |
| 1953年2月26日–1961年11月29日 | 艾倫·杜勒斯 Allen Welsh Dulles (1893-1969)                          |                                    | 德怀特·艾森豪威尔 约翰·肯尼迪 |
|                              | 約翰·麥科恩 John Alexander McCone (1902-1991)                       | 1961年11月29日–1965年4月28日       | 约翰·肯尼迪 林登·约翰逊       |
|                              | 小威廉·雷伯恩 退役海軍中將 William Francis Raborn Jr. (1905-1990)   | 1965年4月28日–1966年6月30日        | 林登·约翰逊                   |
|                              | 理察·赫爾姆斯 Richard McGarrah Helms (1913-2002)                    | 1966年6月30日–1973年2月2日         | 林登·约翰逊 理查德·尼克松     |
|                              | 詹姆斯·施萊辛格 James Rodney Schlesinger (1929-2014)                | 1973年2月2日–1973年7月2日          | 理查德·尼克松                 |
|                              | 威廉·科爾比 William Egan Colby (1920–1996)                          | 1973年9月4日–1976年1月30日         | 理查德·尼克松 杰拉尔德·福特   |
|                              | 乔治·赫伯特·沃克·布什 George Herbert Walker Bush (1924-2018)        | 1976年1月30日–1977年1月20日        | 杰拉尔德·福特                 |
|                              | 史坦斯菲爾德·特納 海軍上將 Stansfield Turner (1923-2018)            | 1977年3月9日–1981年1月20日         | 吉米·卡特                     |
|                              | 威廉·約瑟夫·卡西 William Joseph Casey (1913-1987)                   | 1981年1月28日–1987年1月29日        | 罗纳德·里根                   |
|                              | 威廉·H·韋伯斯特 William Hedgcock Webster (1924-)                    | 1987年5月26日–1991年8月31日        | 罗纳德·里根 喬治·HW·布什      |
|                              | 理察·詹姆斯·克爾 Richard James Kerr (1935-)                         | 1991年9月1日–1991年11月6日(代理)   | 喬治·HW·布什                  |
|                              | 羅伯特·蓋茨 Robert Michael Gates (1943-)                            | 1991年11月6日–1993年1月20日        | 喬治·HW·布什                  |
|                              | 威廉·O·斯圖德曼 海軍上將 William Oliver Studeman (1940-)            | 1993年1月21日–1993年2月5日(代理)   | 比尔·克林顿                   |
|                              | 小羅伯特·詹姆斯·伍爾西 Robert James Woolsey Jr. (1941-)             | 1993年2月5日–1995年1月10日         | 比尔·克林顿                   |
|                              | 威廉·O·斯圖德曼 海軍上將 William Oliver Studeman (1940-)            | 1995年1月11日–1995年5月9日(代理)   | 比尔·克林顿                   |
|                              | 約翰·M·多伊奇 John Mark Deutch (1938-)                              | 1995年5月10日–1996年12月15日       | 比尔·克林顿                   |
|                              | 喬治·特尼特 George John Tenet (1953-)                               | 1996年12月16日–1997年7月11日(代理) | 比尔·克林顿 乔治·沃克·布什    |
| 1997年7月11日–2004年7月11日  | 喬治·特尼特 George John Tenet (1953-)                               |                                    | 比尔·克林顿 乔治·沃克·布什    |
|                              | 約翰·E·麥勞夫林 John Edward McLaughlin (1942-)                      | 2004年7月12日–2004年9月24日(代理)  | 乔治·沃克·布什                |
|                              | 波特·戈斯 Porter Johnston Goss (1938-)                              | 2004年9月24日–2005年4月21日        | 乔治·沃克·布什                |

## 延伸閱讀
- （英文）重建情報系統的實際過程：內容概要說明書 （英文）
- （英文）從中央情報局情報局長到國家情報總監，美國國家安全檔案資料庫（National Security Archive） （英文）

## 外部連結
- （英文）美國國家情報總監辦公室官方網站（页面存档备份，存于） （英文）
- （英文）美國情報系統官方網站（页面存档备份，存于） （英文）
- （英文）美國情報系統概論 （英文）